# 彼得斯堡 (紐約州)
彼得斯堡（英語：Petersburgh）是一個位於美國紐約州倫塞勒縣的鎮。

## 人口
根據2020年美國人口普查的數據，彼得斯堡的面積為107.78平方千米，皆為陸地。當地共有人口1372人，而人口密度為每平方千米13人。